# Gardnerov top
Gardnerov top je izum Amerikanca Williama Gardnera koji je vidio slične strojnice u Američkom građanskom ratu. Gardnerov top se sastojao od dvije cijevi postavljene jedna do druge. Gardner nije uspio zainteresirati američke vojne predstavnike za ovu strojnicu zato što su već uložili u proizvodnju Gatlingovog topa. Izumitelj je predstavio svoj izum u Europi, gdje ih je uspio prodati u dvije verzije: s dvije cijevi i pet cijevi britanskoj vojsci i Kraljevskoj mornarici. Ostao je u službi u Ujedinjenom Kraljevstvu do 1926. godine.